# Roland Ries
Roland Ries (Niederlauterbach, 1945) és un polític alsacià. Es llicencià a la Universitat d'Estrasburg i el 1968 hi fou agregat de lletres modernes. També fou professor a Saint-Avolt (Mosel·la) i Sélestat. Militant del PS des del 1977, el 1983 fou escollit regidor d'Estrasburg i tinent d'alcalde de Catherine Trautmann, a la que succeí en el càrrec el 1997. A les eleccions de 2001 va perdre l'alcaldia en mans de la dretana Fabienne Keller, però tornà a recuperar el càrrec després de les eleccions de 2008, i en les eleccions de 2020, quan ja no es va presentar, l'alcaldia va passar a mans de l'ecologista Jeanne Barseghian.
També ha estat senador pel Baix Rin el 2004-2005 i membre del Consell Regional d'Alsàcia (1996-2004). el juliol de 2007 fou nomenat membre de la delegació francesa en l'Assemblea Parlamentària del Consell d'Europa i de l'Assemblea de la Unió Europea Occidental. De 1995 a 2002 fou membre del Congrés de Poders Locals i Regionals d'Europa.